# 守房
守房（もりふさ、生没年不詳）は、江戸時代の浮世絵師。

## 来歴
ニューオータニ美術館所蔵の「落し文図」（絹本着色）に「守房」の落款と「守房之印」の白文方印があることから、この絵の作者とされている。「落し文図」は懐手をして歩く女とその傍らに結び文のある様子を描き、「文みても　もの思ふ身とそ　なりにける　さののつきはし　とたえのみして」という和歌を散らし書きにした肉筆美人画である。「守房」の出自や経歴については一切不明であるが、『肉筆浮世絵大観』はこの「落し文図」について、その描写から素人の余技によるものではなく、女の髪型などから享保の頃の作であるとし、また画風は宮川長亀の美人画に通うものがあるので、この絵の作者は「宮川派にやや近い位置にあった専門の画人」だったのではないかと推測している。